# Jordi Cuixart
Jordi Cuixart i Navarro (Santa Perpetua de Moguda, Barcelona, 1975) es un empresario español activista e independentista catalán. Fue presidente de Òmnium Cultural entre diciembre de 2015 y febrero de 2022. Es padre de dos hijos adoptados y de dos biológicos.
En el juicio a los líderes del proceso independentista catalán fue condenado por el Tribunal Supremo en octubre de 2019 a 9 años de prisión e inhabilitación por el delito de sedición, siendo indultado en 2021 por el Gobierno español.

## Biografía
Nació en la localidad barcelonesa de Santa Perpetua de Moguda en 1975, hijo de madre murciana y padre catalán. Estudió Formación Profesional de mecánica en el Institut Escola Industrial de Sabadell. Ingresó en Òmnium Cultural en 1996. Ocupó los cargos de tesorero y vicepresidente, desde entonces Òmnium Cultural renunció a las subvenciones públicas y a partir del 19 de diciembre de 2015 fue nombrado presidente en sustitución de Quim Torra. En el discurso de toma de posesión como presidente de Òmnium Cultural dijo:

Vamos a trabajar incansablemente para un país mejor y más justo. Estamos convencidos de que se puede ampliar la base social a favor de la independencia y este será uno de los ejes de nuestra actuación.

El 14 de enero de 2022 anunció que no se iba a presentar a la reelección para la presidencia de Òmnium Cultural y el 26 de febrero fue elegido como su sucesor en dicho cargo el filósofo Xavier Antich.
Es el fundador y director general de Aranow Packaging Machinery, miembro del Centro Metalúrgico de Cataluña y patrón fundador de la fundación privada de empresarios FemCAT. Es socio de diversas entidades, como el Casal independentista Can Capablanca de Sabadell o la cooperativa de servicios financieros Coop57.

## Causa judicial
En septiembre de 2017 fue acusado de sedición por la fiscalía, a raíz de las concentraciones de protesta durante la Operación Anubis. Por este motivo, la jueza Carmen Lamela decretó prisión sin fianza el 16 de octubre. El auto fue duramente criticado y varios medios de comunicación publicaron pruebas que contradecían partes del texto de la decisión judicial. En más de una ocasión, Amnistía Internacional ha pedido su puesta en libertad inmediata, considerando que el cargo de sedición y el encarcelamiento preventivo de Cuixart y Sànchez son "excesivos", pero ha dejado claro que no los considera "presos políticos". El expresidente de la Generalidad de Cataluña Carles Puigdemont y la Alianza Libre Europea se refieren a Cuixart y Sànchez como prisioneros políticos. El ministro de Justicia del Gobierno Rafael Catalá considera que no son "prisioneros políticos", sino  "políticos prisioneros".
En julio de 2018 fue trasladado de la Prisión de Soto del Real al Centro Penitenciario de Lledoners, hasta que fue trasladado de nuevo a Madrid en febrero de 2019 para la celebración del juicio. En noviembre de 2018 la Organización Mundial Contra la Tortura también ha pedido su puesta en libertad. El Pen Club y la Asociación Internacional de Juristas Democráticos también han pedido la puesta en libertad de los "prisioneros políticos catalanes".
Desde su reclusión, ha hecho diferentes entrevistas en medios de comunicación, en las que reitera su apuesta por el diálogo, el ejercicio de los derechos fundamentales de manifestación y reunión, y reivindicando el derecho a la autodeterminación de los pueblos.
En febrero de 2019 publicó el libro Tres días en la cárcel: un diálogo sin muros, una conversación con la periodista Gemma Nierga y en julio del mismo año el libro Ho tornarem a fer (Lo volveremos a hacer), en el que reivindica la desobediencia civil. En noviembre de 2021 publicó Aprenentatges i una proposta (Aprendizajes y una propuesta), donde habla de los aprendizajes de los últimos años. Desde la cárcel también ha escrito los cuentos infantiles Un bosc ple d’amor (Un bosque lleno de amor) y El polsim màgic (El polvo mágico). 
El 1 de febrero de 2019 fue trasladado a la prisión madrileña de Soto del Real para asistir al Juicio al proceso independentista catalán, que empezó el 12 de febrero de 2019.
El Tribunal Supremo juzga a 12 líderes catalanes por el referéndum y la declaración unilateral de independencia de 2017. La juez Lamela, en su auto, acusa a Jordi Cuixart de sedición, pero el juez Llarena acumuló las causas abiertas, por el principio de economía judicial, por participar en el asedio a la comitiva judicial que registró la sede de la Consejería de Economía antes del referéndum del 1-0. El juez Llarena en su auto, acusa a Jordi Cuixart del delito de rebelión y sedición, y le mantiene en prisión por riesgo de fuga y reiteración delictiva. La petición de pena en el escenario judicial de investigado, anteriormente denominado imputado, por el delito de rebelión, queda de la siguiente forma, la Fiscalía General del Estado (FGE) solicita la pena de 17 años de prisión y la Abogacía del Estado reduce la petición a 8 años.
En un informe de mayo del mismo año, el grupo de Trabajo de las Naciones Unidas sobre la Detención Arbitraria consideró que su prisión preventiva es arbitraria y solicitó al Estado que lo deje en libertad e indemnice.
En enero de 2021, 50 defensores de derechos humanos como Yoko Ono, Irvin Welsh o Dilma Roussef, y premios nobel como Shirin Ebadi, Adolfo Pérez Esquivel, Jody Williams, Mairead Corrigan o Elfriede Jelinek firmaron el manifiesto Dialogue for Catalonia, que pide diálogo entre Cataluña y el Estado y el cese de la represión para avanzar en la resolución política del conflicto.
En marzo del mismo año, un informe de la relatora general de Derechos Humanos del Consejo de Europa dijo que el encarcelamiento de Jordi Cuixart era un caso de "represalia e intimidación" contra los defensores de derechos humanos en Europa.

#### Condena
El 14 de octubre de 2019, el Tribunal Supremo, sala de lo penal, emite la sentencia de la causa penal seguida contra los 12 líderes catalanes del procés, a Jordi Cuixart, le condena a nueve años de prisión e inhabilitación absoluta por sedición. El 14 de noviembre del mismo año, Amnistía Internacional denunció que la sentencia criminaliza el derecho a protesta y volvió a pedir su libertad.
En mayo de 2021 el Tribunal Supremo le pidió su posicionamiento sobre el indulto para elaborar un informe de indultos para el Gobierno. Jordi Cuixart respondió que no había pedido ninguna medida de gracia y repitió lo que dijo durante el juicio, que todo lo que hizo lo volvería a hacer. El 23 de junio del mismo año recibió el indulto.
El 8 de junio, el Tribunal Constitucional rechazó el recurso de amparo de Jordi Cuixart contra la sentencia del Tribunal Supremo. El 9 del mismo mes, Jordi Cuixart presentó un recurso al Tribunal Europeo de Derechos Humanos (TEDH) contra la sentencia del Tribunal Supremo. El 20 de diciembre el TEDH le comunicó que había recibido el recurso.

## Reacción ciudadana
El 19 de octubre de 2017 se organizó una concentración con velas en la avenida Diagonal de Barcelona pidiendo su liberación, a la que asistieron 200 000 personas según la Guardia Urbana. Pocos días después, el sábado 21, se organizó una nueva manifestación, esta vez en el paseo de Gracia, donde según la Guardia Urbana se reunieron más de 450 000 personas pidiendo su libertad y la de Jordi Sànchez. El 11 de noviembre de 2017 se organizó una nueva manifestación a la que asistieron 750 000 personas, según la Guardia Urbana. Desde entonces se han realizado cientos de actos en todo el territorio catalán pidiendo la libertad del conjunto de los políticos en prisión preventiva, relacionados con el proceso independentista catalán. 
El 16 de junio de 2018, durante su reclusión en la cárcel de Soto del Real, la Asamblea General de Òmnium Cultural celebrada en Barcelona lo reeligió presidente de la entidad, con 28 151 votos a favor de un total de 28 183.
Con su encarcelamiento, Òmnium Cultural ha superado los 190 000 socios.

## Actividad empresarial
Jordi Cuixart es fundador y propietario único de la empresa Aranow Packaging Machinery.